# Радио BIP
Радио BIP (Bisontine, Indépendante et Populaire с фр. — «безансо́нец, независимый и популярный») — французская местная ЧМ-радиостанция и ассоциация, действующая в Безансон и Бургундия — Франш-Конте.
Впервые запущенное как пиратское радио в 1977—1978 годах, оно было вновь основано в 1981 году и стало свободным радио. После сорока трех лет существования он по-прежнему характеризуется своей независимостью, отказом от любого рекламного финансирования и важным местом, предоставляемым политическим партиям и ассоциациям.
В дополнение к своей традиционной деятельности, с 2015 года она также развивает видео и письменные каналы с организацией «Média 25» (рус. СМИ 25). Именно благодаря этому в последнее время он стал ориентиром для социальных и альтернативных движений в регионе, предоставив несколько значительных досье в этом реестре, особенно во время «желтых жилетов».